# Kaliningrader Hochstraßen

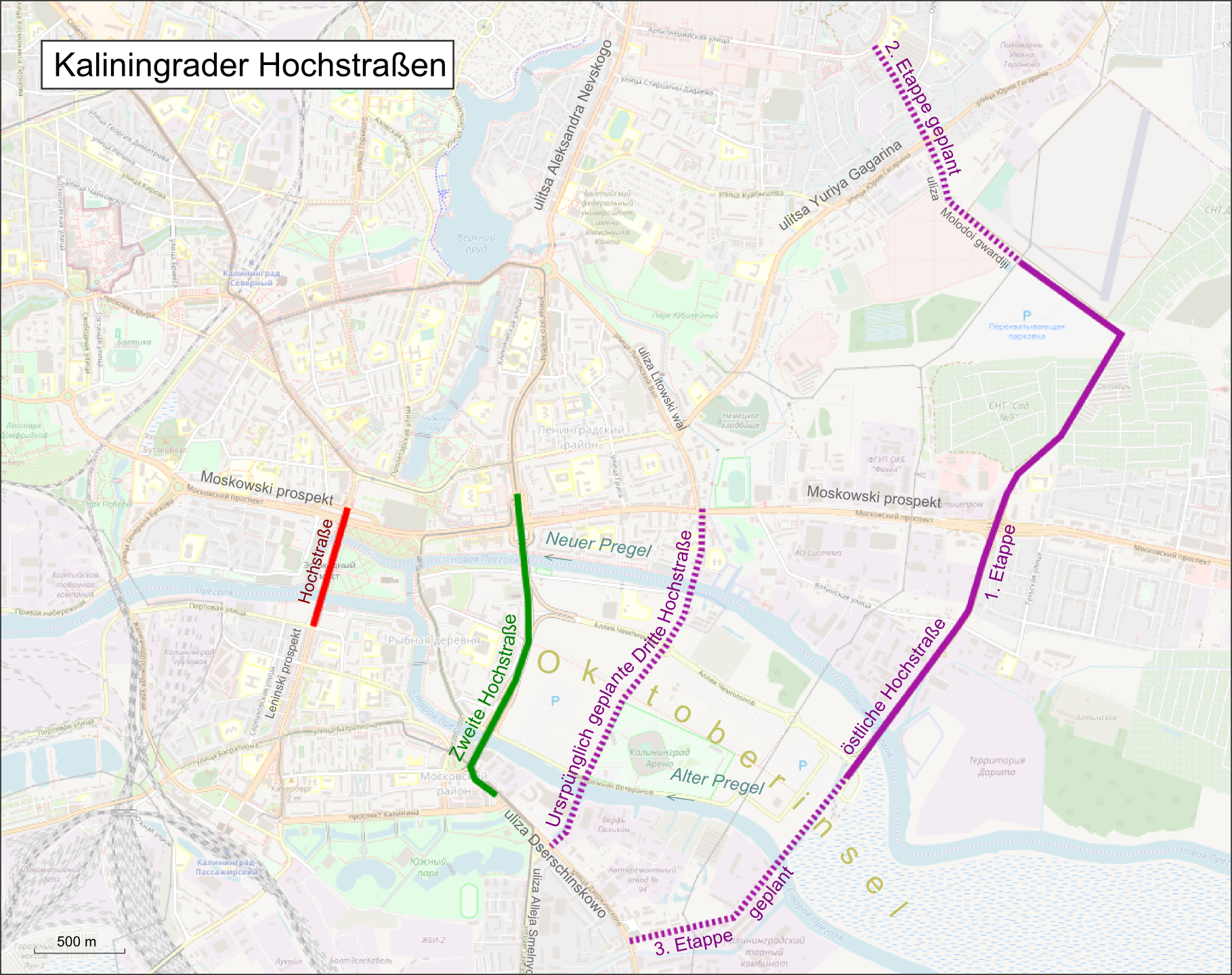
Kaliningrader Hochstrassen

Mit Kaliningrader Hochstraßen werden Hochstraßen in der russischen Stadt Kaliningrad bezeichnet. Zwei Bauwerke sind fertiggestellt, das dritte ist in Bau. Sie (sollen) queren jeweils die beiden Flussarme des Pregels, den Alten Pregel und den Neuen Pregel.

## Erste Hochstraße
54° 42′ 26,3″ N, 20° 30′ 25,9″ O

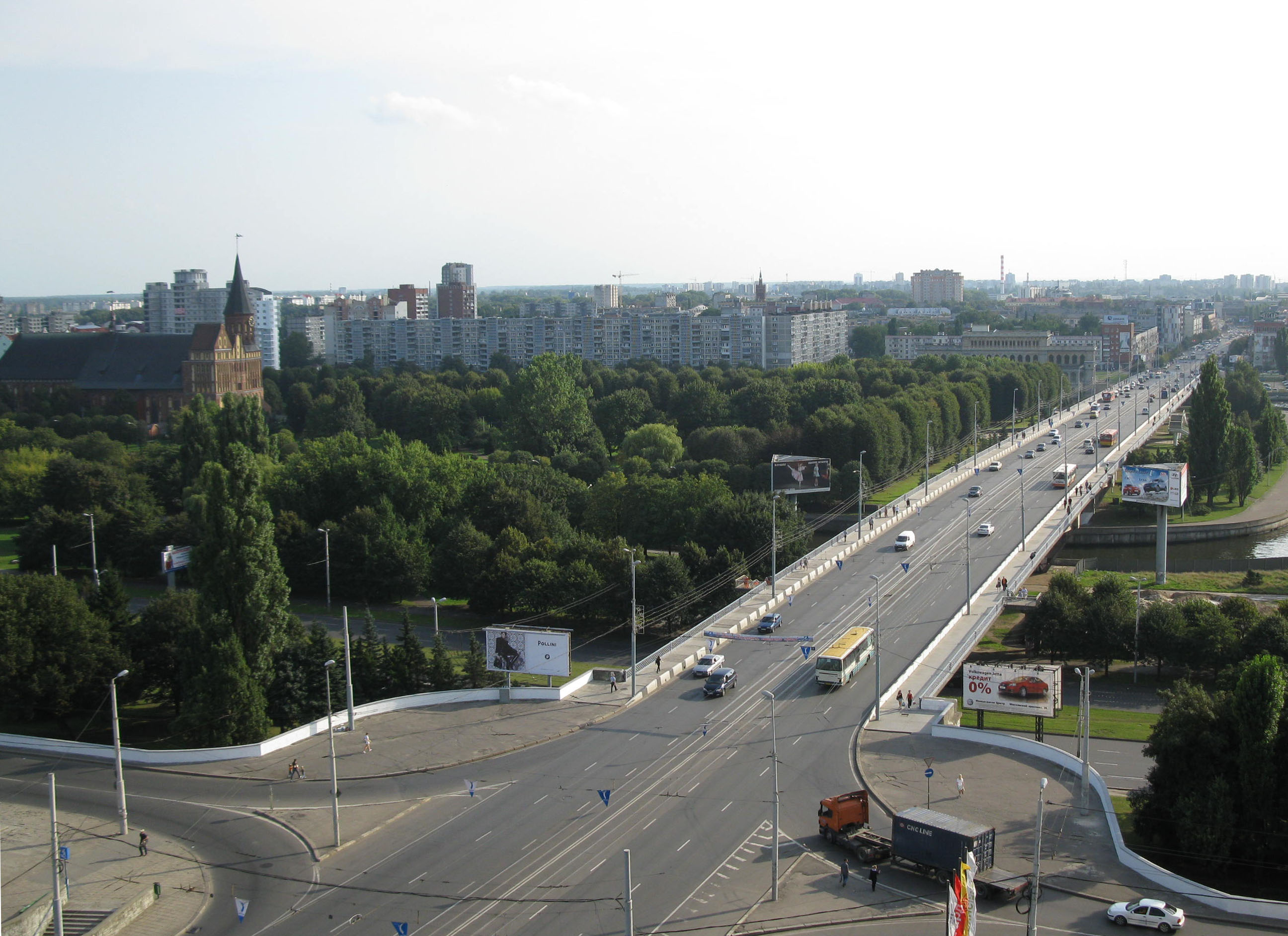
Hochstraße des Leninski prospekt, Blick nach Süden

Die im Jahr 1972 fertiggestellte erste Hochstraße (russisch Эстакада, Estakada oder Эстакадный мост, Estakadny most) ist derjenige Straßenabschnitt des Leninski prospekt, der die Dominsel und den Moskowski prospekt überbrückt. Sie ist 546 Meter lang und 28 Meter breit, trägt vier Fahrspuren, zwei Straßenbahngleise und an jeder Seite einen Fußweg. Fußgängertreppen führen auf die Dominsel und zum Moskowski prospekt. An ihrem südlichen Ende befindet sich die Neue Börse (Kaliningrad) und an ihrem nördlichen Ende das Hotel Kaliningrad.
Die Erste Hochstraße ersetzte die Grüne Brücke und die Krämerbrücke, welche Teil des Königsberger Brückenproblems sind.

## Zweite Hochstraße
54° 42′ 10,4″ N, 20° 31′ 24,4″ O

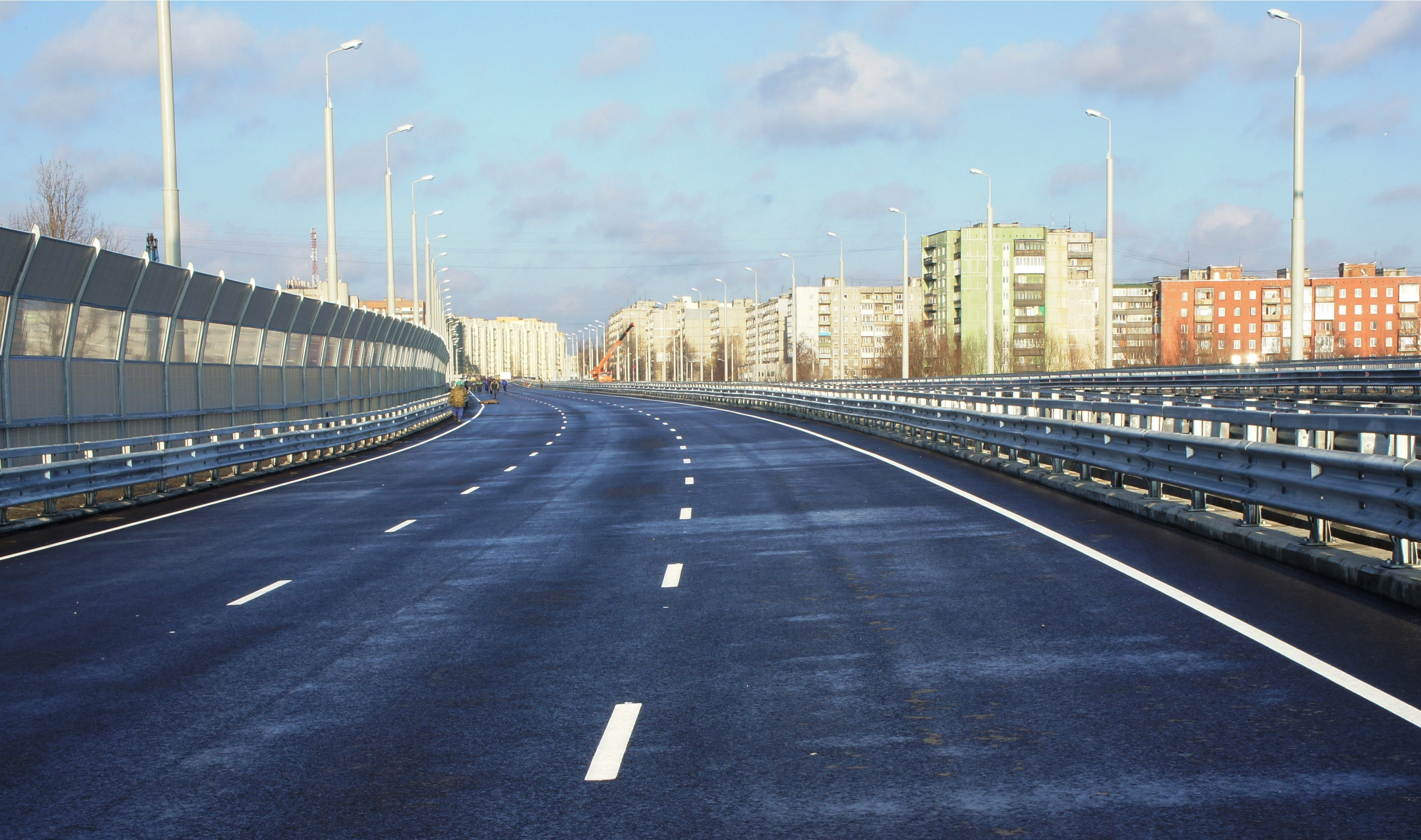
Zweite Hochstraße

Die im Jahr 2011 dem Autoverkehr übergebene zweite Hochstraße (russisch Вторая эстакада, Wtoraja estakada) zweigt nördlich des Friedländer Tores von der uliza Dserschinskowo ab, überquert den Alten Pregel oberhalb der Hohen Brücke, führt in einem leichten Linksbogen über die Oktoberinsel (dt. Lomse), überquert den Neuen Pregel in der Nähe der Kreuzkirche, überquert dann den Moskowski prospekt, zu dem es eine Auf- und Abfahrt gibt und endet an der uliza Frunse. Die Hochstraße ist 1883 Meter lang, 32 Meter breit und trägt sechs Fahrspuren.

## Dritte Hochstraße
54° 41′ 56,7″ N, 20° 33′ 11,5″ O
Die im Zusammenhang mit Infrastrukturmaßnahmen im Hinblick auf die Fußball-Weltmeisterschaft 2018 im Jahr 2012 projektierte dritte Hochstraße war zunächst so geplant, dass sie die Straßenecke uliza Alleja Smelnych, uliza Dserschinskowo  mit der uliza Litowski wal  verbinden sollte. Ein Regierungsbeschluss der Oblast Kaliningrad von 2015 legte den Verlauf der nunmehr so genannten östlichen Hochstraße (russisch Восточная эстакада, Wostotschnaja estakada) aber verlängert und weiter östlich fest, und zwar von der uliza Molodoi gwardiji zur uliza Muromskaja. Der erste Bauabschnitt mit der Brücke über den Neuen Pregel wurde im Juni 2018 eröffnet. Der Abschnitt unmittelbar nördlich des Neuen Pregels verläuft auf der ehemaligen Eisenbahntrasse zum ehemaligen Kaliningrader Zellulose- und Papierwerk Nr.1.